# NGC 536
NGC 536 je galaksija u zviježđu Andromeda.

## Vanjske poveznice
- SEDS: NGC 0536